# Anna Zielińska (językoznawca)
Anna Maria Zielińska (ur. 9 marca 1964 w Kijowie) – polska slawistka, w latach 2015-2023 dyrektorka Instytutu Slawistyki Polskiej Akademii Nauk.

## Życiorys
W 1988 ukończyła studia polonistyczne na Uniwersytecie Warszawskim. W 1995 obroniła w Instytucie Slawistyki PAN pracę doktorską Wielojęzyczność staroobrzędowców mieszkających w Polsce napisaną pod kierunkiem Elżbiety Smułek. Tamże w 2002 uzyskała stopień doktor habilitowanej na podstawie pracy Polska mniejszość na Litwie Kowieńskiej. Studium Socjolingwistyczne. W 2016 otrzymała tytuł profesora nauk humanistycznych. W latach 2003–2015 była zastępczynią dyrektora IS PAN ds. naukowych, w latach 2015–2023 – dyrektorką IS PAN. W 2024 roku została Przewodniczącą Rady Naukowej IS PAN.
Od 2016 jest członkiem Towarzystwa Naukowego Warszawskiego.
Została odznaczona Srebrnym Krzyżem Zasługi (2014).

## Realizowane projekty
- 2000-2003: Uniwersytet w Konstancji (Niemcy), wykonawczyni projektu naukowego finansowanego przez Niemiecką Fundację Nauki (Deutsche Forschungsgemeinschaft) Bewahrung, Interferenz und interne Entwicklung im südlichen slavisch – baltischen Kontaktgebiet – am Beispiel des aspektuellen Verhaltens von Verben prowadzonego w ramach ogólnego tematu Variation und Entwicklung im Lexikon[8].
- 2010-2013: kierownik grantu Ministerstwa Nauki i Szkolnictwa Wyższego (od 2012 Narodowego Centrum Nauki) pt. Językowe i pozajęzykowe czynniki kształtujące tożsamość regionalną mieszkańców pogranicza polsko-niemieckiego (na przykładzie ziemi lubuskiej)[9].
- 2015-2023:  kierownik grantu NCN i DFG (konkurs Beethoven 2) Pokoleniowe zróżnicowanie języka: zmiany morfosyntaktyczne wywołane przez polsko-niemiecki kontakt językowy w mowie osób dwujęzycznych[10][11].

## Wybrane publikacje
- Zielińska, A. (1996). Wielojęzyczność Staroobrzędowców mieszkających w Polsce. Slawistyczny Ośrodek Wydawniczy.
- Zielińska, A. (2002). Polska mniejszość na Litwie kowieńskiej: Studium socjolingwistyczne. Slawistyczny Ośrodek Wydawniczy.
- Zielińska, A., & Sawaniewska-Mochowa, Z.  (2007). Dziedzictwo kultury szlacheckiej na byłych Kresach północno-wschodnich: Ginąca część kultury europejskiej. Slawistyczny Ośrodek Wydawniczy.
- Zielińska, A. (2013). Mowa pogranicza: Studium o językach i tożsamościach w regionie lubuskim. Instytut Slawistyki PAN.
- Zielińska, A. (2017). The multilingualism of the Old Believers living in Poland. Instytut Slawistyki PAN.
- Zielińska, A. (2019). Grenzlandsprache: Untersuchung der Sprachen und Identitäten in der Region Lebus (K. Steinke, Tłum.). Peter Lang.
- Zielińska, A., & Księżyk, F. (2020). Language shifts in the language biographies of immigrants from Upper Silesia residing in Germany. Multilingua Journal of Cross-Cultural and Interlanguage Communication. https://doi.org/10.1515/multi-2019-0127.
- Zielińska, A., Björn Hansen, Soziolinguistik trifft Korpuslinguistik. Deutsch-polnische und deutsch-tschechische Zweisprachigkeit. Universitätsverlag Winter GmbH.  https://doi.org/10.33675/2022-82538591.